# Carl Bosch
Carl Bosch (Colònia, Alemanya, 1874 - Heidelberg, 1940) fou un químic i enginyer alemany guardonat amb el Premi Nobel de Química l'any 1931. Va ser pioner en el camp de la química industrial d'alta pressió i fundador d’IG Farben, en un moment donat l'empresa química més gran del món.

## Biografia

### Primers anys
Carl Bosch va néixer a Colònia situada a l'estat alemany de Rin del Nord-Westfàlia d'un proveïdor de gas i fontaneria. El seu pare era Carl Friedrich Alexander Bosch (1843–1904) i el seu oncle Robert Bosch, que va ser pioner en el desenvolupament de la bugia i va fundar la multinacional Bosch. Carl, intentant decidir-se entre una carrera en metal·lúrgia o química, va estudiar a la Königlich Technische Hochschule Charlottenburg (avui Universitat Tècnica de Berlín) i a la Universitat de Leipzig de 1892 a 1898.

### Carrera

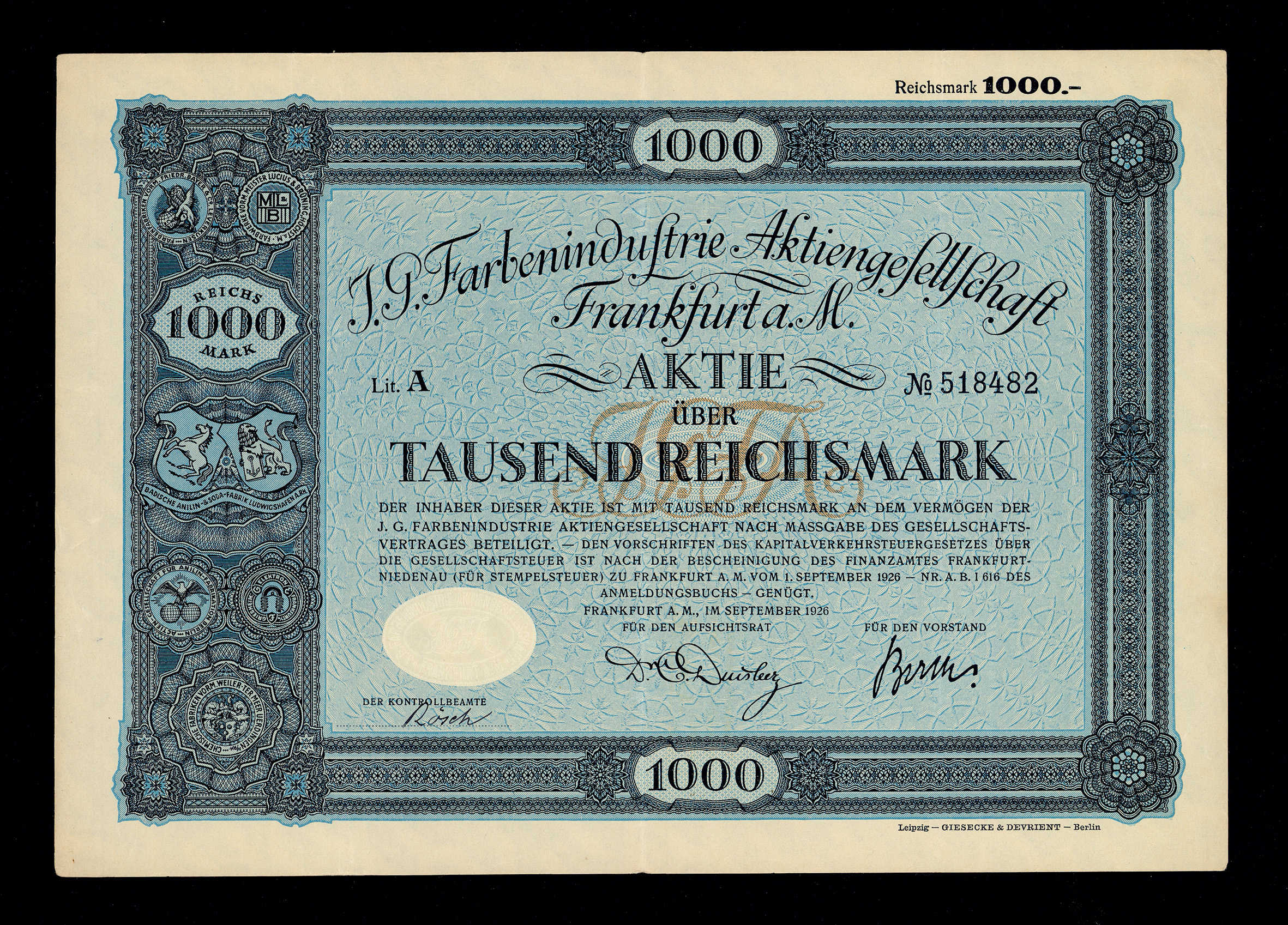
Acció de la IG Farbenindustrie AG, emesa el setembre de 1926; signat per Carl Bosch com a president

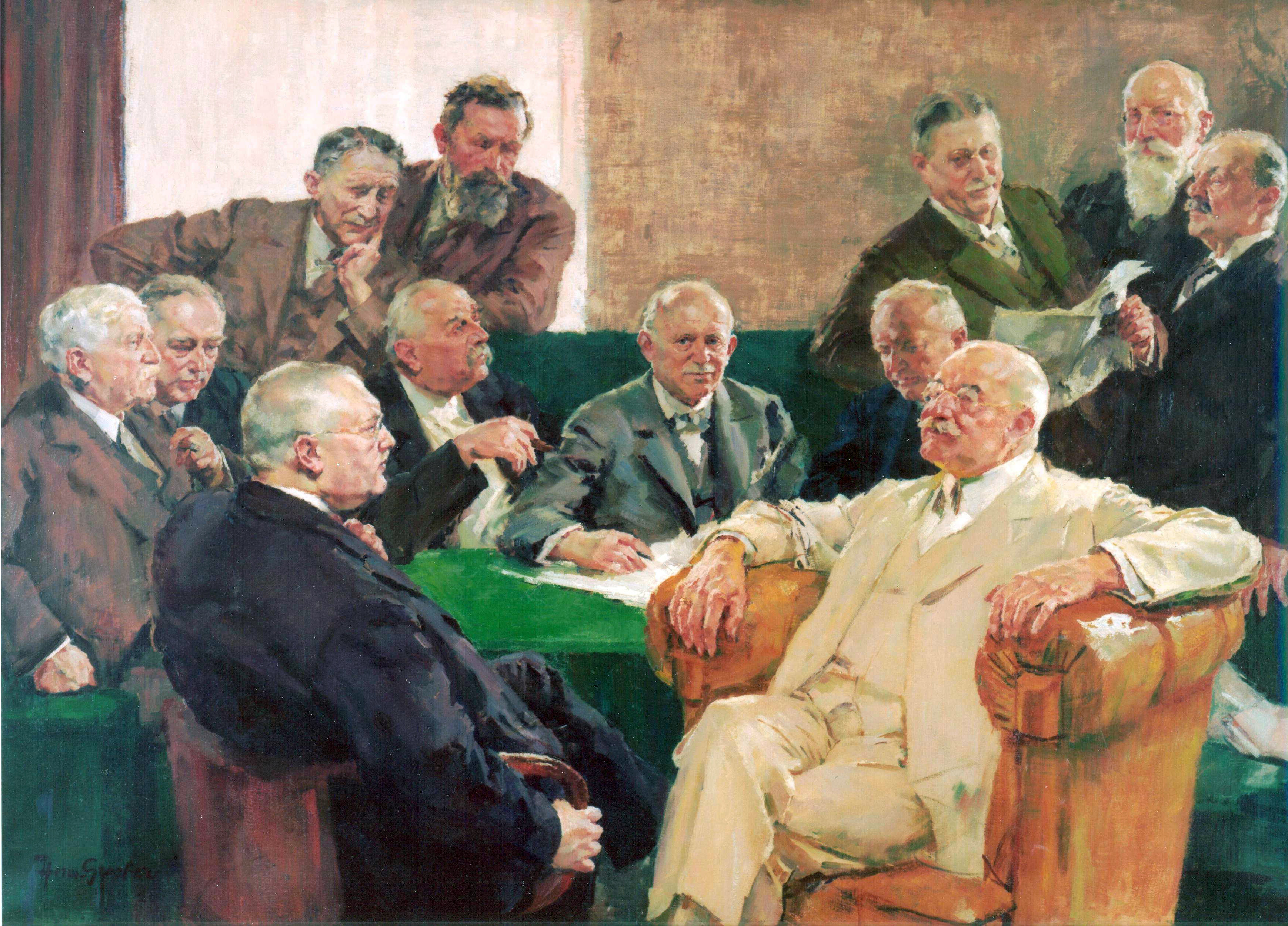
Pintura de Hermann Groeber: Der Aufsichtsrat der 1925 gegründeten IG Farben AG, Carl Bosch i Carl Duisberg (davant asseguts), Edmund ter Meer (tercera persona des de la dreta amb un diari)

Carl Bosch va anar a la Universitat de Leipzig, i aquí és on va estudiar amb Johannes Wislicenus, i va obtenir el seu doctorat el 1898 per a la investigació en química orgànica. Després d'anar-se'n el 1899, va ocupar una feina d'iniciació a BASF, aleshores l'empresa química més gran d'Alemanya. Des de 1909 fins a 1913 va transformar la demostració de taula de Fritz Haber d'un mètode per fixar nitrogen mitjançant química d'alta pressió mitjançant el procés de Haber-Bosch per produir nitrat sintètic, un procés que té innombrables aplicacions industrials per fer una varietat gairebé infinita de productes industrials. compostos, béns de consum i productes comercials. La seva contribució principal va ser ampliar l'escala del procés, permetent la producció industrial de grans quantitats de nitrat sintètic. Per fer-ho, va haver de construir una planta i un equip que funcionés eficaçment sota altes pressions de gas i altes temperatures. Bosch també va ser responsable de trobar un catalitzador més pràctic que l'escàs osmi i urani que utilitzava Haber.
També hi havia molts més obstacles, com ara dissenyar compressors grans i forns segurs d'alta pressió. Es necessitava un mitjà per proporcionar gas d'hidrogen pur en quantitat com a matèria primera. Així mateix, es van haver de desenvolupar mitjans barats i segurs per netejar i processar el producte amoníac. La primera planta de Haber-Bosch a gran escala es va erigir a Oppau, Alemanya, que ara forma part de Ludwigshafen. Un cop finalitzat el procés, va poder sintetitzar grans quantitats d'amoníac, que estava disponible per als camps industrial i agrícola. De fet, aquesta producció ha augmentat els rendiments agrícoles arreu del món. Aquest treball li va valdre el premi Nobel de Química l'any 1931.
Després de la Primera Guerra Mundial, Bosch va estendre les tècniques d'alta pressió a la producció de combustible sintètic mitjançant el procés Bergius i el metanol. El 1925 Bosch va ajudar a fundar IG Farben i va ser el primer cap de l'empresa. A partir de 1935, Bosch va ser president del consell d'administració.
Va rebre el Siemens-Ring el 1924 per les seves contribucions a la recerca aplicada i el seu suport a la investigació bàsica. El 1931 va rebre el Premi Nobel de Química juntament amb Friedrich Bergius per la introducció de la química d'alta pressió. Avui el procés Haber-Bosch produeix 100 milions de tones de fertilitzant nitrogenat cada any. Després de la presa del poder nazi, Bosch va ser un dels industrials seleccionats per ser membre de l'Acadèmia de Dret alemany de Hans Frank l'octubre de 1933, on va formar part del Consell Econòmic General (Generalrat der Wirtschaft). El desembre de 1933, Bosch va rebre un contracte per ampliar la producció d'oli sintètic, un desenvolupament que era essencial per als futurs plans de guerra d’Adolf Hitler.

## Vida personal

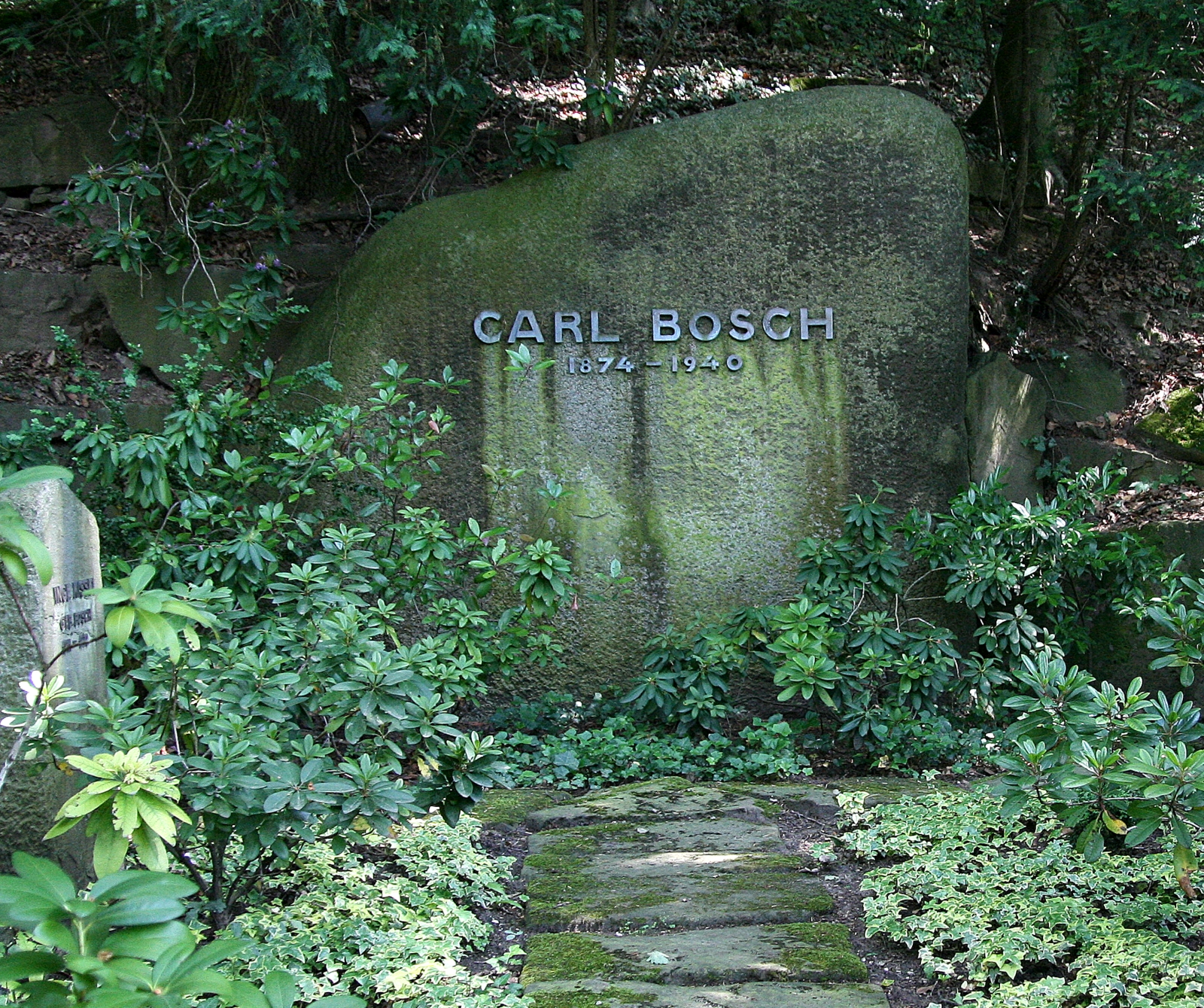
La tomba de Bosch a Heidelberg

Bosch es va casar amb Else Schilbach el 1902. Carl i Else van tenir un fill i una filla junts. Crític amb moltes polítiques nazis, inclòs l'antisemitisme, Bosch va ser rellevat gradualment dels seus alts càrrecs, i va caure en la depressió i l'alcoholisme. Va morir a Heidelberg.
Bosch morí el 26 d'abril de 1940 a la ciutat de Heidelberg, situada a l'estat de Baden-Württemberg.

## Recerca científica
El 1899 va començar a treballar en l'empresa BASF, i n'ocupà la direcció general entre 1919 i 1924. Des de 1908 fins al 1913 va desenvolupar, al costat de Fritz Haber, l'anomenat procés de Haber-Bosch de síntesi de l'amoníac a partir d'hidrogen i nitrogen sotmesos a altes pressions. Aquest mètode va permetre emprar gas amoníac en la fabricació dels adobs artificials, que tanta influència han tingut en el desenvolupament de l'agricultura arreu del món. Després de la Primera Guerra Mundial va treballar en la síntesi del petroli i el metanol amb procediments de química d'alta pressió.
L'any 1925 aconseguí la fusió entre les empreses BASF, Agfa i Hoechst, donant lloc al principal grup d'empreses químiques del moment, IG Farben. Bosch en fou director general entre 1935 i 1940.
El 1931 fou guardonat amb el Premi Nobel de Química, compartit amb Friedrich Bergius, pel descobriment i desenvolupament del mètode de síntesi química a alta pressió.

## Llegat
El procés Haber-Bosch consumeix avui més d'un u per cent de la producció d'energia de la humanitat i és responsable d'alimentar aproximadament un terç de la seva població. De mitjana, la meitat del nitrogen d'un cos humà prové de fonts fixades sintèticament, producte d'una planta Haber-Bosch. Bosch era un fervent col·leccionista d'insectes, minerals i gemmes. Els meteorits recollits i altres mostres de minerals van ser cedits a la Universitat Yale i finalment comprats per l'Smithsonian. Era un astrònom aficionat amb un observatori privat ben equipat. L'asteroide 7414 Bosch va rebre el seu nom en el seu honor.
Carl Bosch juntament amb Fritz Haber van ser votats com els enginyers químics més influents del món de tots els temps pels membres de la Institució d'Enginyers Químics.
El procés Haber-Bosch, possiblement el procés químic més conegut del món, que capta nitrogen de l'aire i el converteix en amoníac, té la seva mà en el procés de la Revolució Verda que ha anat alimentant la creixent població mundial.
Bosch també va guanyar nombrosos premis, com ara un doctorat honoris causa de la Hochschule Karlsruhe (1918), la Medalla Memorial Liebig de l'Associació de Químics Alemanys juntament amb la Medalla Bunsen de la Societat Bunsen alemanya, l'anell Siemens i la medalla Memorial Grashof d'or de la VDI. El 1931 va rebre el Premi Nobel de Química per la contribució a la invenció dels mètodes químics d'alta pressió. També va rebre la medalla Exner de l'Associació Austríaca de Comerç i la medalla commemorativa Carl Lueg. Bosch també va gaudir de la seva pertinença a diversos acadèmics científics alemanys i estrangers, i de la seva presidència de la Societat Kaiser Wilhelm de la qual va esdevenir president el 1937.

## Reconeixements
En honor seu s'anomenà l'asteroide (7414) Bosch descobert el 13 d'octubre de 1990 per Lutz D. Schmadel i Freimut Börngen.

## Premis i honors
- 1931: Premi Nobel de Química
- 1919: Medalla Liebig de l'Associació de Químics Alemanys
- 1924: Fundació Werner von Siemens Ring of Stiftung Werner-von-Siemens-Ring
- 1932: Medalla Wilhelm Exner de l'Associació Austríaca de Comerç
- Medalla Bunsen de la Societat Alemanya Bunsen
- Medalla Memorial Grashof d'Or de la VDI
- Medalla commemorativa Carl Lueg